# Beaumontia macrantha
Beaumontia macrantha är en oleanderväxtart som först beskrevs av Henry Nicholas Ridley, och fick sitt nu gällande namn av Rudjiman. Beaumontia macrantha ingår i släktet Beaumontia och familjen oleanderväxter. Inga underarter finns listade i Catalogue of Life.